# Canoagem nos Jogos Pan-Americanos de 2019 - K-1 slalom masculino
A competição do K-1 slalom masculino foi um dos eventos da canoagem nos Jogos Pan-Americanos de 2019. Foi disputada no Rio Canete, localizado na cidade de Lunahuaná, no Peru nos dias 3 e 4 de agosto.

## Calendário
Horário local (UTC-5).
| Data        | Horário | Fase      |
| ----------- | ------- | --------- |
| 3 de agosto | 10:08   | Baterias  |
| 4 de agosto | 10:02   | Semifinal |
| 4 de agosto | 11:43   | Final     |

## Medalhistas
| Ouro   | BRA Pepe Gonçalves |
| Prata  | ARG Lucas Rossi    |
| Bronze | CAN Keenan Simpson |

## Resultados

### Baterias
| Colocação | Canoísta                  | Nacionalidade      | Bateria 1 | Bateria 1 | Bateria 1 | Bateria 2 | Bateria 2 | Bateria 2 | Melhor tempo | Notas |
| Colocação | Canoísta                  | Nacionalidade      | Tempo     | Pen.      | Total     | Tempo     | Pen.      | Total     | Melhor tempo | Notas |
| --------- | ------------------------- | ------------------ | --------- | --------- | --------- | --------- | --------- | --------- | ------------ | ----- |
| 1         | Pepe Gonçalves            | BRA Brasil         | 77.52     | 0         | 77.52     | 76.77     | 6         | 82.52     | 77.52        | Q     |
| 2         | Joshua Joseph             | USA Estados Unidos | 80.55     | 2         | 82.55     | 81.43     | 2         | 81.43     | 80.55        | Q     |
| 3         | Lucas Rossi               | ARG Argentina      | 81.43     | 2         | 82.43     | 82.13     | 4         | 86.13     | 81.43        | Q     |
| 4         | Andraz Echeverría         | CHI Chile          | 84.36     | 2         | 86.36     | 85.29     | 0         | 85.29     | 85.29        | Q     |
| 5         | Keenan Simpson            | CAN Canadá         | 84.17     | 4         | 88.17     | 81.57     | 4         | 85.57     | 85.57        | Q     |
| 6         | Axel Fonseca              | CRC Costa Rica     | 83.66     | 8         | 91.66     | 84.11     | 6         | 90.11     | 90.11        | Q     |
| 7         | Alexis Perez              | VEN Venezuela      | 92.05     | 10        | 102.05    | 87.29     | 2         | 89.29     | 89.29        | Q     |
| 8         | Eriberto Gutierrez Robles | PER Peru           | 93.77     | 0         | 93.77     | 93.87     | 52        | 145.87    | 93.87        |       |
| 9         | Antonio Reinoso           | MEX México         | 96.53     | 0         | 96.53     | 95.44     | 2         | 97.44     | 96.53        |       |
| 10        | Juan Singuri              | BOL Bolívia        | 140.65    | 64        | 204.65    | 141.51    | 10        | 151.51    | 151.51       |       |

### Semifinal
A semifinal ocorreu dia 4 de agosto às 10:02. 
| Colocação | Canoísta          | Nacionalidade      | Tempo | Pen. | Total | Notas |
| --------- | ----------------- | ------------------ | ----- | ---- | ----- | ----- |
| 1         | Pepe Gonçalves    | BRA Brasil         | 86.62 | 2    | 86.62 | Q     |
| 2         | Lucas Rossi       | ARG Argentina      | 87.38 | 4    | 91.38 | Q     |
| 3         | Joshua Joseph     | USA Estados Unidos | 88.72 | 4    | 92.72 | Q     |
| 4         | Andraz Echeverría | CHI Chile          | 91.25 | 2    | 93.25 | Q     |
| 5         | Keenan Simpson    | CAN Canadá         | 91.10 | 4    | 95.10 | Q     |
| 6         | Axel Fonseca      | CRC Costa Rica     | 93.46 | 4    | 97.46 | Q     |
| 6         | Alexis Perez      | VEN Venezuela      | 95.48 | 4    | 99.48 |       |

### Final
A final ocorreu dia 4 de agosto às 11:43. 
| Colocação         | Canoísta          | Nacionalidade      | Tempo | Pen. | Total | Notas |
| ----------------- | ----------------- | ------------------ | ----- | ---- | ----- | ----- |
| Medalha de ouro   | Pepe Gonçalves    | BRA Brasil         | 85.81 | 0    | 85.81 |       |
| Medalha de prata  | Lucas Rossi       | ARG Argentina      | 86.23 | 0    | 86.23 |       |
| Medalha de bronze | Keenan Simpson    | CAN Canadá         | 88.45 | 0    | 88.45 |       |
| 4                 | Joshua Joseph     | USA Estados Unidos | 86.53 | 2    | 86.53 |       |
| 5                 | Axel Fonseca      | CRC Costa Rica     | 92.33 | 2    | 92.33 |       |
| 6                 | Andraz Echeverría | CHI Chile          | 91.01 | 2    | 93.01 |       |